# Charles Dubin
Charles Samuel Dubin (ur. 1 lutego 1919 w Brooklynie, zm. 5 września 2011 w Brentwood), amerykański reżyser filmowy i telewizyjny pochodzenia rosyjskiego.
Największą popularność zyskał dzięki serialowi M*A*S*H, poza tym wyreżyserował jeszcze m.in.: Tales of Tomorrow, Omnibus, Defenders, Big Valley, Matlock, The Rockford Files, Murder, She Wrote.
W dniu 5 września 2011r zmarł z przyczyn naturalnych w wieku 92 lat.